# American Horror Stories
 (juin 2021).
American Horror Stories est une série télévisée d'anthologie américaine créée et produite par Ryan Murphy diffusée à partir du 15 juillet 2021 sur le service Hulu via la sélection FX. Il s'agit d'une série dérivée d'American Horror Story.
Dans tous les pays francophones, la série est diffusée sur la chaîne virtuelle Star, accessible via le service Disney+, à partir du 8 septembre 2021.
La première saison est composée de 7 épisodes, chacun traitant d'une histoire différente, dans le même format que la série Black Mirror.
Le 13 août 2021, Ryan Murphy annonce que la série est renouvelée pour une deuxième saison diffusée à partir du 21 juillet 2022. Elle se compose de 8 épisodes et le principe d'histoires propres à chaque épisode reste le même.
Début 2023, une troisième saison de 9 épisodes est annoncée. Les quatre premiers épisodes sont diffusés le 26 octobre 2023, sur Hulu, à l'occasion d'Halloween. Les cinq autres épisodes sont diffusés le 15 octobre 2024, toujours sur Hulu.

## Synopsis
American Horror Stories est constituée d'épisodes indépendants ayant pour thème un univers horrifique qui fait référence à de nombreux faits divers comme des légendes urbaines et des histoires paranormales.

## Production

### Développement

#### Première saison
Le 11 mai 2020, Ryan Murphy annonce le développement d'un spin-off de la série American Horror Story lors d'une conférence en ligne avec certains acteurs emblématiques de la série American Horror Story.
Le 26 mai 2020, la chaîne FX, qui diffuse actuellement la série American Horror Story, confirme la production d'un spin-off appelé American Horror Stories. Quelques semaines plus tard, il est annoncé que le spin-off sera diffusé sur la plateforme Hulu à la suite de la fusion entre FX et Hulu. Pour les autres pays, le spin-off sera accessible dans la section Star, disponible sur le service Disney+.
Le 5 juillet 2020, Sarah Paulson est annoncée à la production du spin-off.
Le 12 novembre 2020, Ryan Murphy dévoile la première affiche de la série. Il annonce que cette dernière sera composée de 16 épisodes avec une durée d'une heure pour chacun d'entre eux et qui raconteront une histoire individuelle différente.
Le 18 mai 2021, il est annoncé que la diffusion débutera dès le mois de juillet sur la plateforme Hulu. Le mois suivant, en juin, il est annoncé que la diffusion de la série aura lieu dès le 15 juillet.
En août 2021, il est annoncé que la série sera diffusée à l'international le 8 septembre 2021 sur Star, accessible via le service Disney+.

#### Deuxième saison
Le 13 août 2021, Ryan Murphy annonce que la série est renouvelée pour une deuxième saison, dont la diffusion est prévue pour 2022.
Le 13 mai 2022, FX et Hulu annoncent que la diffusion de la deuxième saison débutera le 21 juillet 2022.

#### Troisième saison
Début 2023, il est annoncé qu'une troisième saison était en production.
Le 16 août 2023, il est annoncé que les 4 premiers épisodes, tournés avant la grève SAG-AFTRA 2023, seront diffusés le 26 octobre de la même année sur Hulu à l'occasion d'Halloween, au cours un évènement intitulé Huluween. Les cinq autre épisodes sont diffusés l'année suivante, le 15 octobre 2024, au cours du même évènement.

### Casting

#### Saison 1
Le 12 novembre 2020, Ryan Murphy confirme que des acteurs emblématiques d'American Horror Story seront présents tout au long des 16 épisodes. Le même jour, il confirme la présence de Dylan McDermott et également de Cody Fern, tous deux étant apparus dans plusieurs saisons d'American Horror Story.
En avril 2021, l'acteur Shane Carpenter est annoncé dans le rôle de Thaddeus Montgomery, ce dernier étant interprété par Ben Woolf dans la série principale. Des images issues du plateau de tournage révèlent également la participation de Selena Sloan, Ashley Carter et Valerie Loo.
Le 7 juillet, Ryan Murphy dévoile une partie du casting. Matt Bomer, Billie Lourd, John Carroll Lynch et Naomi Grossman, habitués de la série American Horror Story, sont annoncés au casting. Les acteurs Gavin Creel, Sierra McCormick, Ashley Martin Carter, Paris Jackson, Belissa Escobedo, Kaia Gerber, Aaron Tveit, Rhenzy Feliz, Madison Bailey, Kyle Silverstein, Amy Grabow, Dyllón Burnside, Nico Greetham, Charles Melton, Kevin McHale, Danny Trejo et Virginia Gardner les accompagnent.
Le 17 juillet, Ryan Murphy dévoile que des acteurs de la saison 1 d'American Horror Story seront de retour dans le dernier épisode de la saison.

#### Saison 2
En mars 2022, il est annoncé que l'acteur Denis O'Hare, habitué de la série d'origine American Horror Story, rejoint le casting du premier épisode de la saison 2. Il est même annoncé que son personnage sera lié à l'un de ses personnages qu'il a interprété dans American Horror Story. Quelques semaines après, la présence de Gabourey Sidibe, également connue pour avoir joué dans plusieurs saisons d'American Horror Story, est officialisée pour le troisième épisode de la saison.
En avril, il est annoncé que Nico Greetham sera de retour dans la saison 2 après avoir joué dans l'un des épisodes de la première saison.
En mai, plusieurs rumeurs ont annoncé que Bella Thorne, Quvenzhané Wallis, Dominique Jackson, Rebecca Dayan ou encore Judith Light seront également de la partie.
En juin, les noms de Cody Fern et Max Greenfield, tous deux apparus dans American Horror Story, sont confirmés.

#### Saison 3
En juin 2023, alors que tous les titres des épisodes ont été annoncés, l'actrice de télé-réalité Lisa Rinna est annoncée au casting de l'épisode 3, via des photos de tournage. Quelques jours plus tard, c'est l'acteur Jeff Hiller (vu dans The Watcher et American Horror Story) qui est confirmé au casting.
Le 1er juillet, Petra Collins est annoncée au casting. L'actrice Jessica Barden est confirmée six jours plus tard. Seth Gabel et Cameron Cowperthwaite, tous deux apparus dans la saison précédente, sont annoncés au casting le 8 juillet.
Le 15 octobre, Gwyneth Paltrow est annoncée au casting dans un rôle vocal uniquement. Les teasers diffusés au cours du mois officialisent la présence d'Emma Halleen, Amrou Al-Kadhi, Reid Scott, Annie Hamilton, Allegra Heart, Christopher Fitzgerald, Laura Kariuki, Hazel Graye, Rob Yang, Raúl Castillo, Emily Browning, Laila Robins et Havana Rose Liu au sein du casting.

### Tournage
Le tournage débute en avril 2021 à Los Angeles, en Californie, au Manoir Rosenheim, lieu principal de l'intrigue de la saison 1 d'American Horror Story. Début mai 2021, il se poursuit au zoo abandonné de Griffith Park, toujours à Los Angeles. À la fin du mois, le tournage a lieu dans un centre commercial à Cerritos, en Californie, pour le quatrième épisode de la saison. En juillet 2021, le sixième épisode de la saison est tourné à Big Bear Lake, en Californie. Le septième et dernier épisode est, quant à lui, tourné une nouvelle fois au Manoir Rosenheim pour prendre fin le 31 juillet 2021.
Le tournage de la deuxième saison a commencé début février 2022. Il a principalement lieu en Californie et se termine en juin de la même année.
Le tournage de la troisième saison débute au mois de mai 2023 dans le New Jersey. Cependant, au cours de l'été, il est stoppé en raison de la grève SAG-AFTRA 2023. Alors que les grèves de la Writers Guild of America et de la Sag-Aftra se terminent respectivement le 27 septembre et le 9 novembre 2023, la reprise du tournage de la saison a lieu au cours du mois de novembre, permettant d'achever les prises de vue du cinquième épisode. Le sixième épisode est quant à lui tourné dans un manoir du XIXe siècle, tandis que le tournage du septième épisode s'achève le 18 janvier 2024. Le tournage de la saison prend fin le 16 février de la même année.

### Promotion
Le 2 mars 2021, lors de la Cérémonie des Golden Globes, un tout premier aperçu de la série est dévoilé.
Le 15 juin, une vidéo de promotion, diffusée pour la première fois lors du final de la série Pose, est publiée sur les réseaux sociaux. Le 23 juin, une seconde vidéo est postée. La bande annonce officielle de la saison est, quant à elle, dévoilée le 8 juillet.
Le 22 juin 2022, la première affiche de la deuxième saison est dévoilée par FX sur les réseaux sociaux.
Le 16 août 2023, une première affiche promotionnelle pour la saison 3 annonce la diffusion de quatre épisodes sur les neuf prévus pour le 26 octobre de la même année. Le 22 septembre, un premier teaser est diffusé. Un nouveau teaser promouvant l'évènement Huluween est quant à lui diffusé le 4 octobre. De nombreux teasers présentant les épisodes sont diffusés par la suite sur les réseaux sociaux.

### Fiche technique
Sauf indication contraire, les informations mentionnées dans cette section peuvent être confirmées par la base de données cinématographiques IMDb,  présente dans la section « Liens externes ».
- Titre original et français : American Horror Stories
- Création : Ryan Murphy et Brad Falchuk
- Réalisation : Loni Peristere, Manny Coto, Eduardo Sánchez, Max Winkler, Sanaa Hamri et Liz Friedlander
- Scénario : Ryan Murphy, Brad Falchuk, Manny Coto et Ali Adler
- Direction artistique : Eve McCarney
- Décors : Sandra Skora
- Costumes : Lynn Ollie
- Photographie : Shasta Spahn et Cybel Martin
- Montage : Peggy Tachdjian et Lousine Shamamian
- Musique : Mac Quayle
- Casting : Eric Dawson, Carol Kritzer et Robert J. Ulrich
- Production : Susan McConnell, Todd Nenninger, Lou Eyrich, Eryn Krueger Mekash, Reilly Smith et Todd Kubrak 
  - Production exécutive : Ryan Murphy, Brad Falchuk, Alexis Martin Woodall, John J. Gray, Loni Peristere et Manny Coto
- Société(s) de production : Brad Falchuk Teley-Vision, Ryan Murphy Television et 20th Century Fox
- Société(s) de distribution : 
  -  États-Unis : Hulu
  -  Mondial : Disney+ Star
- Pays d'origine :  États-Unis
- Langue originale : anglais
- Format : couleur - 35 mm - 1,78:1 - son Dolby Digital
- Genre : horreur, drame, fantastique
- Durée : entre 34 et 53 minutes
- Classification :
  - États-Unis : TV-MA (Interdit aux moins de 17 ans)
  - France : 18+ sur Disney+

## Épisodes

### Première saison (2021)
1. La Femme en latex, première partie (Rubber (Wo)Man: Part One)
2. La Femme en latex, deuxième partie (Rubber (Wo)Man: Part Two)
3. Le Drive-in (Drive In)
4. La Liste des vilains (The Naughty List)
5. BA'AL (Ba'al)
6. Sauvageons (Feral)
7. Game Over (Game Over)

### Deuxième saison (2022)
1. Maison de poupées (Dollhouse)
2. Aura (Aura)
3. Course poursuite (Drive)
4. Les Laitières (Milkmaids)
5. Bloody Mary (Bloody Mary)
6. Lifting (Facelift)
7. Nécro (Necro)
8. Le Lac (Lake)

### Troisième saison (2023-2024)
1. BFF en ligne (Bestie)
2. Daphne (Daphne)
3. Ver solitaire (Tapeworm)
4. Organe solitaire (Organ)
5. Arrière-salle (Backrooms)
6. Clone (Clone)
7. X (X)
8. Lutin (Leprechaun)
9. Le Monstre sous le lit (The Thing Under The Bed)